# Mark Shuttleworth
Mark Shuttleworth, född 18 september 1973, är en sydafrikansk entreprenör som även blev den förste afrikanske medborgaren i rymden då han flög till Internationella rymdstationen med Sojuz TM-34, år 2002. Numera innehar han dubbelt medborgarskap i Sydafrika och Storbritannien och bor i London.
Mark Shuttleworth är grundare av bland annat Thawte, HBD Venture Capital, Shuttleworth Foundation, Canonical Ltd. och Ubuntu Foundation. Han har ett förflutet som Debian-utvecklare på 90-talet och står numera bakom Ubuntu som han hoppas ska ge alla människor – oavsett bakgrund, kultur, handikapp eller språk – möjligheten att använda ett modernt operativsystem utan kostnad eller restriktioner.

## Eftermäle
Asteroiden 14310 Shuttleworth är uppkallad efter honom.